# Gaetano Amici
Gaetano Amici (1814 i Jatuiso, Rom, Italien – 1882) var en italiensk fyrværksmester. Amicisvej på Frederiksberg er opkaldt efter ham.
Amici var ansat i Vatikanets pavelige fyrværkerilaboratorier Georg Carstensen fik overtalt ham til at tage til København for at blive fyrværksmester i Tivoli ved havens åbning i 1843. Dengang lå der en fyrværkerifabrik ved Stadsgraven lige bag Divan 2. Selve afbrændingen af fyrværkeriet foregik på en estrade lige uden for Tivoli. Grunden til det arrangement var, at man ikke kunne transportere fyrværkeri over store afstande, men man kunne på den anden side heller ikke skyde det af midt imellem folk, kemikalierne var ikke sikre nok. 
I 1851 erhvervede Amici en ejendom på Frederiksberg på to tønder land, som var en udstykning fra den tilstødende landejendom Sans Souci ved Frederiksberg Allé, opført af murermester Johan Martin Quist i 1798. Gaetano Amici begyndte i 1855 at udstykke grunden, og i 1881 etableredes det, der stadig den dag i dag er en vej mellem Frederiksberg Allé og Gammel Kongevej. Vejen, Amicisvej, blev opkaldt efter Amici. Han fik ansvaret for fyrværkeriet i forlystelsesetablissementet Alhambra og byggede sig en villa nær Alhambra, nemlig Amicisvej 8.
Riacci Amici, en bror til Gaetano Amici, døde ved en fyrværkeriulykke.